# На дні (фільм, 1957)
«На дні» (яп. どん底, дондзоко, «саме дно») — японський чорно-білий фільм-драма 1957 року, поставлений режисером Акірою Куросавою на основі п'єси Максима Горького «На дні», дія якої перенесена в Японію періоду Едо.

## Сюжет
Дія фільму відбувається «на дні» в буквальному розумінні: в халупі, яку її хазяїн здає за гроші біднякам. Халупа розташована на околиці міста, на дні глибокого яру, над яким стоїть маленький храм. У першій сцені фільму два послушники з цього храму висипають в яр сміття, яке летить на дах халупи.
Дійовими особами фільму є мешканці халупи та члени сім'ї її хазяїна, що також живуть тут. У халупі живуть злодій Сутекіті, шулер Йосісабуро, бляхар Томекіті з дружиною, що помирає від застуди, повія Осен, колишній актор, колишній самурай та інші. Сутекіті закоханий в Окайо, сестру хазяйки, і мріє втекти з нею. Хазяйка Осугі спокушає його й намагається змусити убити свого чоловіка Рокубея. Злодій відмовляється. Свідком їхньої розмови стає мандрівний священик Кехей, який поволі або безпосередньо підштовхує кожного з мешканців халупи якось змінити своє життя. Проте усі його зусилля виявляються марні: жебраки хоча і скаржаться постійно на своє життя, в той же час опираються всіляким змінам. Практично кожен з них до самозабуття обманює себе та інших, видаючи бажане за дійсне: бляхар вважає, що коли його дружина, нарешті, помре, він знову стане майстровим, актор, що спився, мріє повернутися на сцену, але не може згадати жодної репліки, самурай вигадує байки про давність свого роду, повія розповідає про чоловіків, які в неї пристрасно закохані. Навіть злодій Сутекіті, найсильніший з усіх, так і не може зважитися й піти разом з Окайо. За всіма цими подіями з усмішкою спостерігає картяр Йосісабуро, який розглядає те, що відбувається в халупі як виставу.

## У ролях
| АКТОР                |   | РОЛЬ                       |   | ПАРАЛЕЛЬ У ГОРЬКОГО |
| -------------------- | - | -------------------------- | - | ------------------- |
| • Тосіро Міфуне      | … | Сутекіті, злодій           | / | Васько Попіл        |
| • Ісудзу Ямада       | … | Осугі, хазяйка             | / | Василиса            |
| • Кеко Кагава        | … | Окайо, сестра Осугі        | / | Наташа              |
| • Гандзіро Накамура  | … | Рокубей, чоловік Осугі     | / | Костильов           |
| • Мінору Тіакі       | … | Тоносама, колишній самурай | / | Барон               |
| • Каматарі Фудзівара | … | Актор                      | / | Актор               |
| • Акемі Негісі       | … | Осен, повія                | / | Настя               |
| • Нідзіко Кійокава   | … | Отакі, торговка солодощами | / | Діжа                |
| • Кодзі Міцуї        | … | Йосісабуро, гравець        | / | Сатін               |
| • Ейдзіро Тоно       | … | Томекіті, лудильник        | / | Кліщ                |
| • Бокудзен Хідарі    | … | Кьохей, мандрівник         | / | Лука                |

## Знімальна група
- Автори сценарію — Акіра Куросава, Хідео Огуні за п'єсою Максима Горького «На дні» (1902)
- Режисер-постановник — Акіра Куросава
- Продюсер — Акіра Куросава
- Асоційовані продюсери — Сьодзіро Мотокі, Томоюкі Танака
- Оператор — Кацуо Ямасакі
- Композитор — Масару Сато
- Художник-постановник — Йосіро Муракі
- Художник по костюмах — Йосіко Самедзіма
- Монтаж — Акіра Куросава

## Визнання
| Нагороди та номінації фільму «На дні» | Нагороди та номінації фільму «На дні» | Нагороди та номінації фільму «На дні»  | Нагороди та номінації фільму «На дні» | Нагороди та номінації фільму «На дні» | Нагороди та номінації фільму «На дні» |
| Рік                                   | Кінофестиваль/кінопремія              | Категорія/нагорода                     | Номінант                              | Результат                             |                                       |
| ------------------------------------- | ------------------------------------- | -------------------------------------- | ------------------------------------- | ------------------------------------- | ------------------------------------- |
| 1958                                  | Премія «Блакитна стрічка»             | Найкраща актор другого плану           | Кодзі Міцуї                           | Перемога                              |                                       |
| 1958                                  | Премія Kinema Junpo                   | Найкраща акторка                       | Ісудзу Ямада                          | Перемога                              |                                       |
| 1958                                  | Премія «Майніті»                      | Найкращий актор                        | Тосіро Міфуне                         | Перемога                              |                                       |
| 1958                                  | Премія «Майніті»                      | Найкращий актор другого плану          | Кодзі Міцуї                           | Перемога                              |                                       |
| 1958                                  | Премія «Майніті»                      | Найкраща робота художника-постановника | Йосіро Муракі                         | Перемога                              |                                       |

## Факти про фільм
Заміна реалій царської Росії на реалії феодальної Японії — практично єдина вільність, яку дозволив собі Куросава при переробці п'єси; в іншому фільм майже скрізь дослівно вірний тексту першоджерела. На думку Дональда Річі, найпринциповішим нововведенням постановки є наступне режисерське трактування: Куросава поставив фільм не в трагічній, а в набагато більшій іронічній інтонації, надавши соціальній драмі сатиричний відтінок.